# Posąg Ur-Ningirsu II
Posąg Ur-Ningirsu II – kamienny posąg przedstawiający Ur-Ningirsu II, władcę sumeryjskiego miasta Lagasz, syna i następcę Gudei.
Datowany na ok. 2080 r. p.n.e. posąg wykonany jest z chlorytu i ma 55 cm wysokości. Naśladując styl posągów Gudei Ur-Ningirsu II kazał przedstawić się w pozycji stojącej, z rękoma złączonymi na piersiach. Ubrany jest on w długą, sięgającą stóp szatę, ma odsłonięte jedno ramię i nosi na głowie dość charakterystyczne nakrycie głowy przypominające turban. Na podstawie posągu umieszczone zostało przedstawienie reliefowe ukazujące klęczące postacie przynoszące trybut władcy.
Na posągu znajduje się inskrypcja klinowa, w której Ur-Ningirsu II dedykuje ten posąg bogu Ningiszzidzie: Dla Ningiszzidy, swego (osobistego) boga, Ur-Ningirsu, władca Lagasz, syn Gudei, władcy Lagasz, który wzniósł świątynię E-ninnu dla boga Ningirsu, wykonał swój (własny) posąg. „Ja jestem tym, którego kocha jego (osobisty) bóg, niech me życie będzie długie” – takim imieniem nazwał on ten posąg i umieścił dla niego w jego świątyni.
Bezgłowy, pochodzący najprawdopodobniej z nielegalnych wykopalisk w Tall Luh (starożytne Girsu) posąg zakupiony został w 1924 roku przez Luwr i otrzymał numer inwentarzowy AO 9504. Głowa posągu w nieznanych okolicznościach trafiła do prywatnej kolekcji w Stanach Zjednoczonych, gdzie w 1947 roku zakupiona została przez Metropolitan Museum of Art w Nowym Jorku. W 1974 roku podpisane zostało porozumienie pomiędzy oboma muzeami, dzięki któremu cały posąg wystawiany jest przez kilka lat na przemian to w jednym, to w drugim muzeum.